# (15513) Emmermann
(15513) Emmermann (1999 UV38) – planetoida z grupy pasa głównego asteroid okrążająca Słońce w ciągu 3,45 lat w średniej odległości 2,28 j.a. Odkryta 29 października 1999 roku.